# Parco termale di Wiesbaden

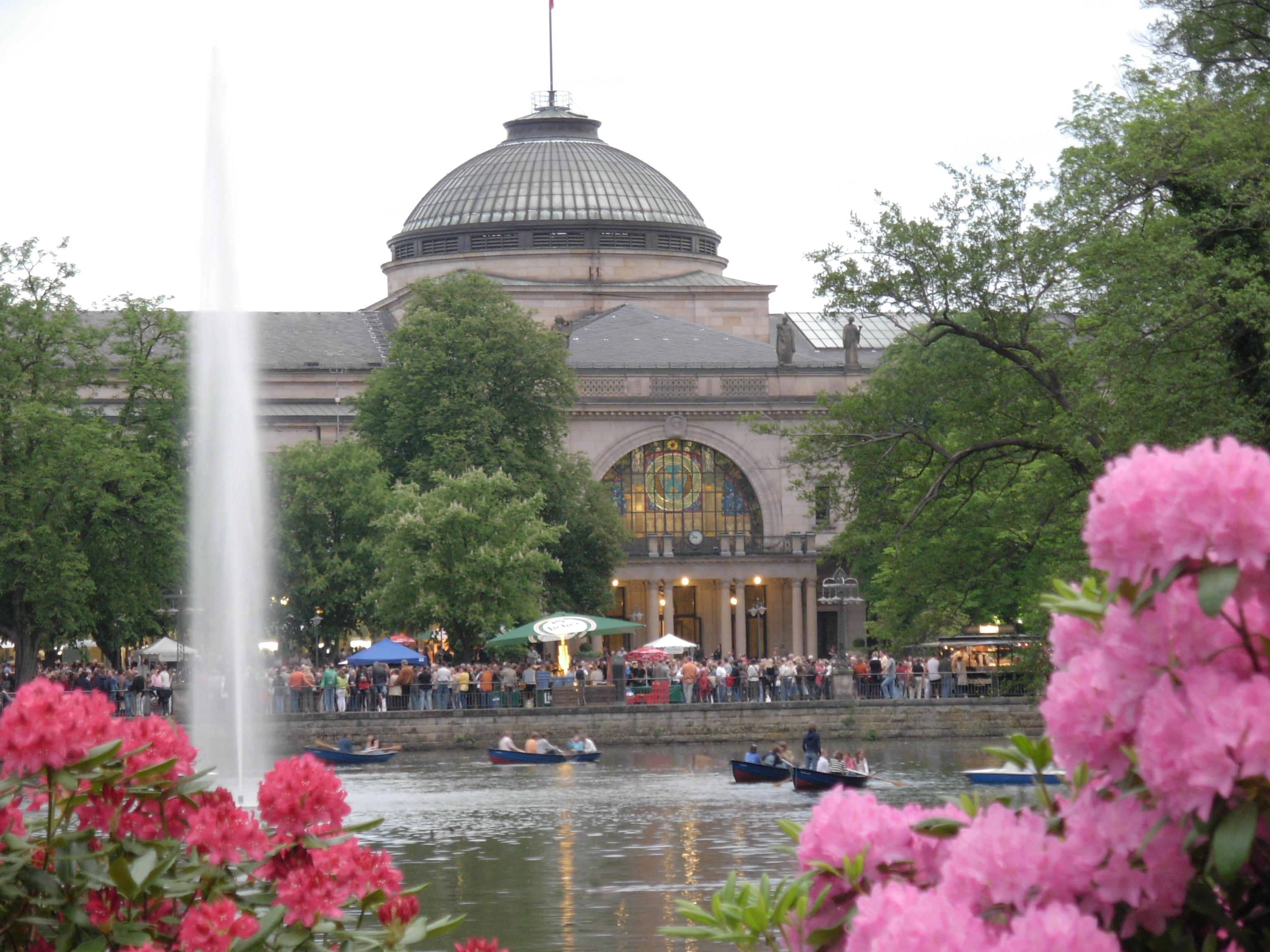
Parco termale di Wiesbaden: La fontana del parco

Il parco termale di Wiesbaden (in tedesco Kurpark Wiesbaden), situato nella città tedesca di Wiesbaden, località dell'Assia (Germania centrale), è, con i suoi 7,5 ettari di estensione, uno dei più grandi parchi termali di Germania. Il parco si trova nella parte centrale della città.